# Maselheim

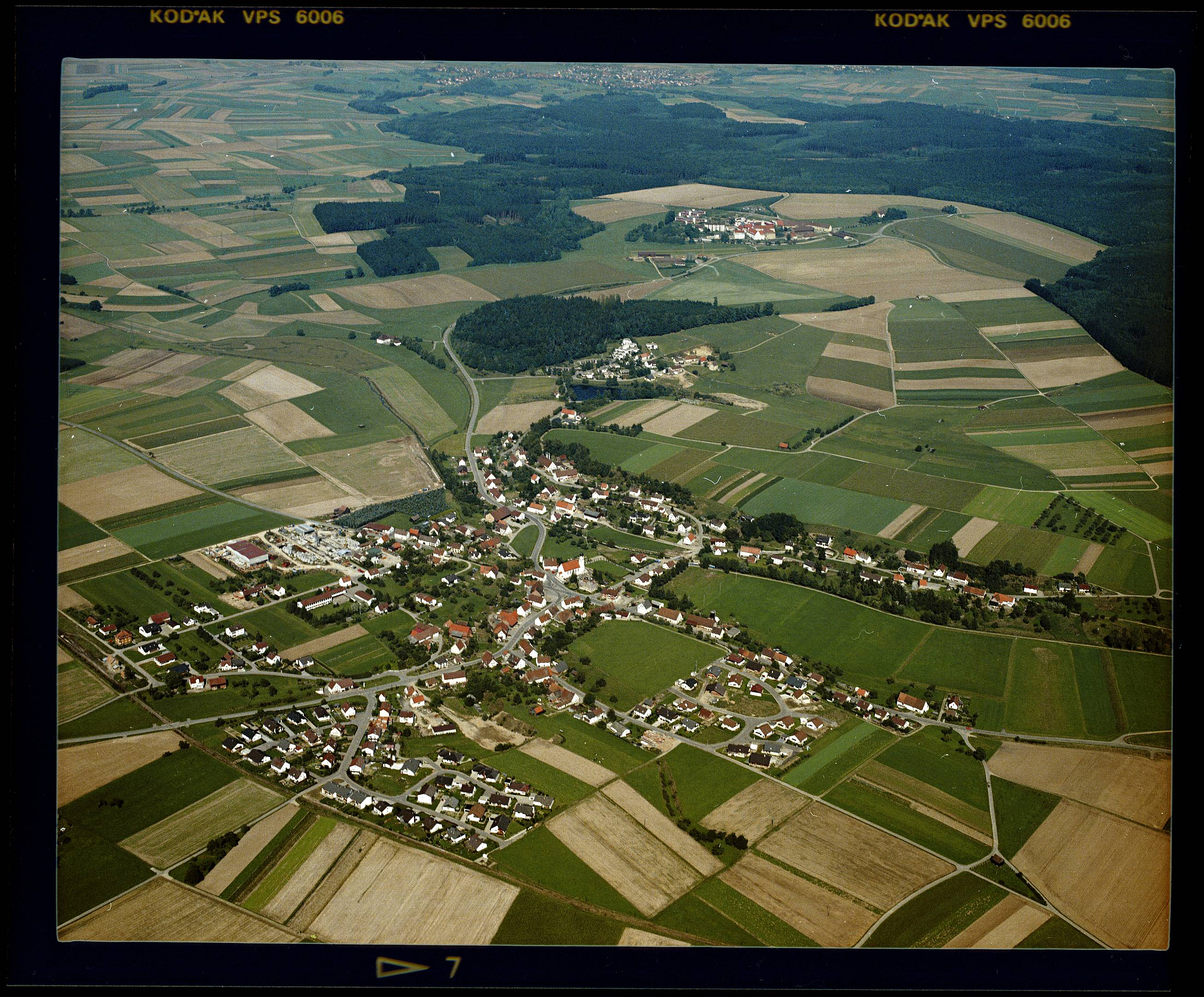
Luftbild von Maselheim (1983)

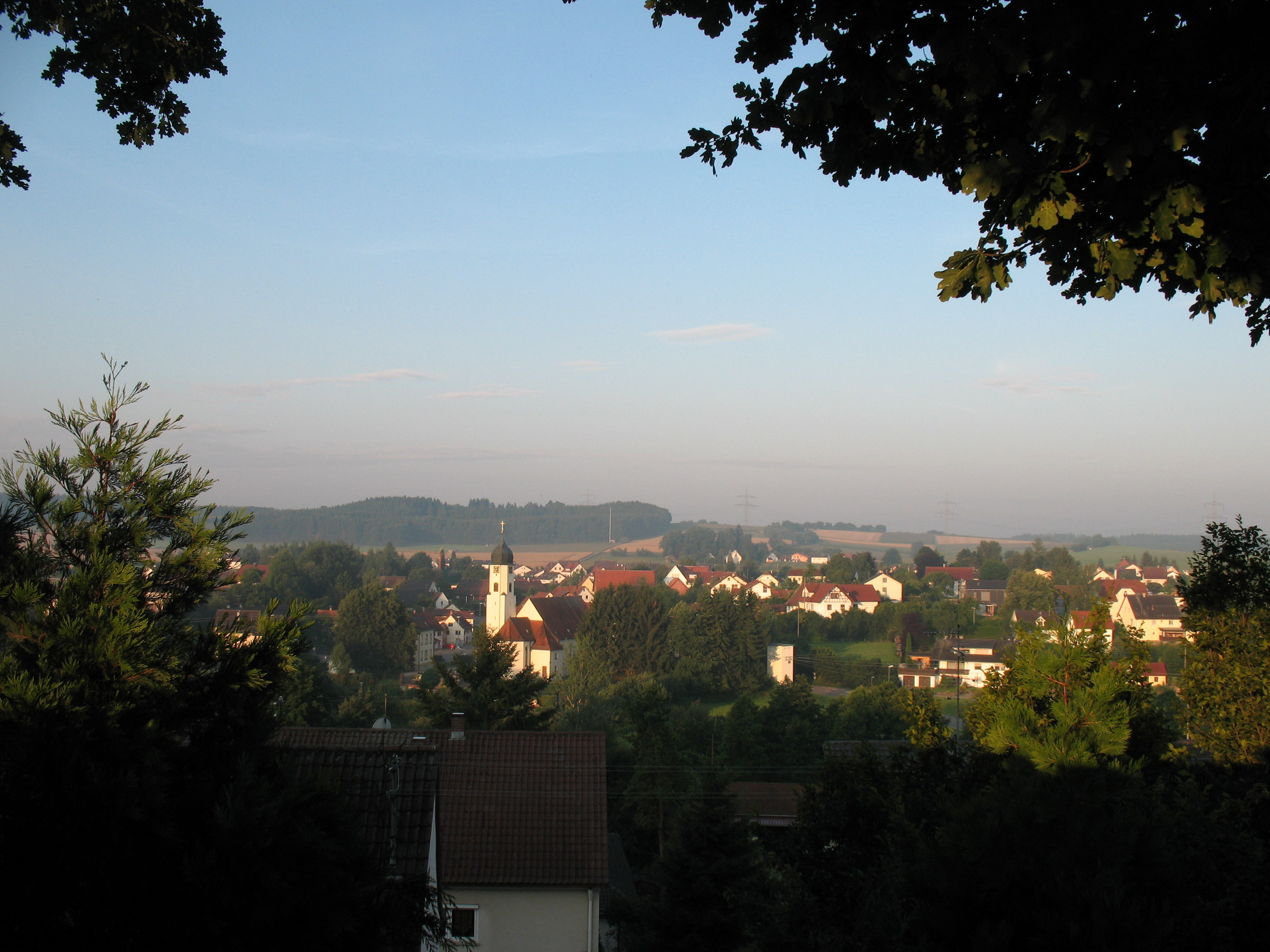
Maselheim aus Osten (2008)

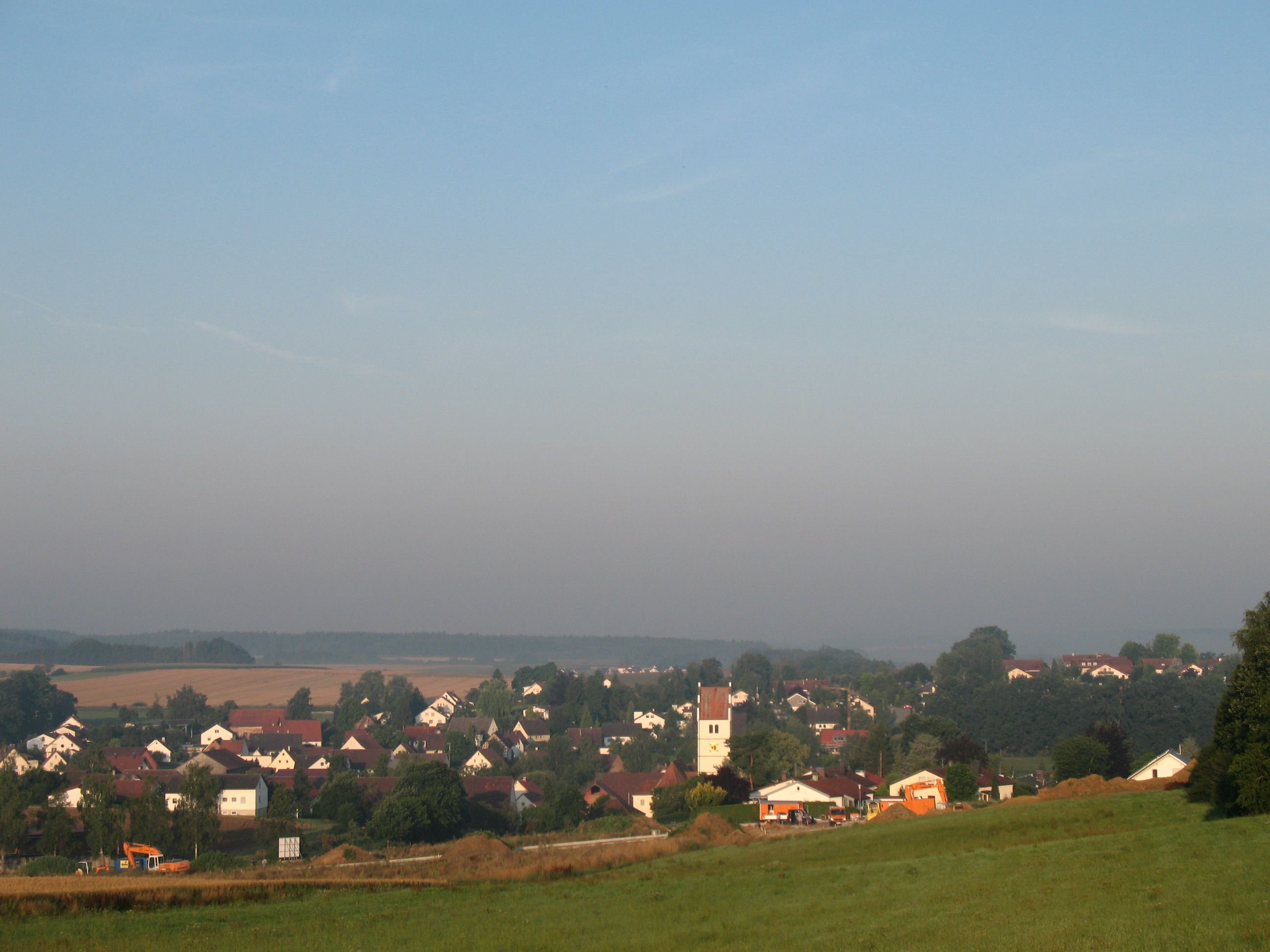
Sulmingen aus Osten (2008)

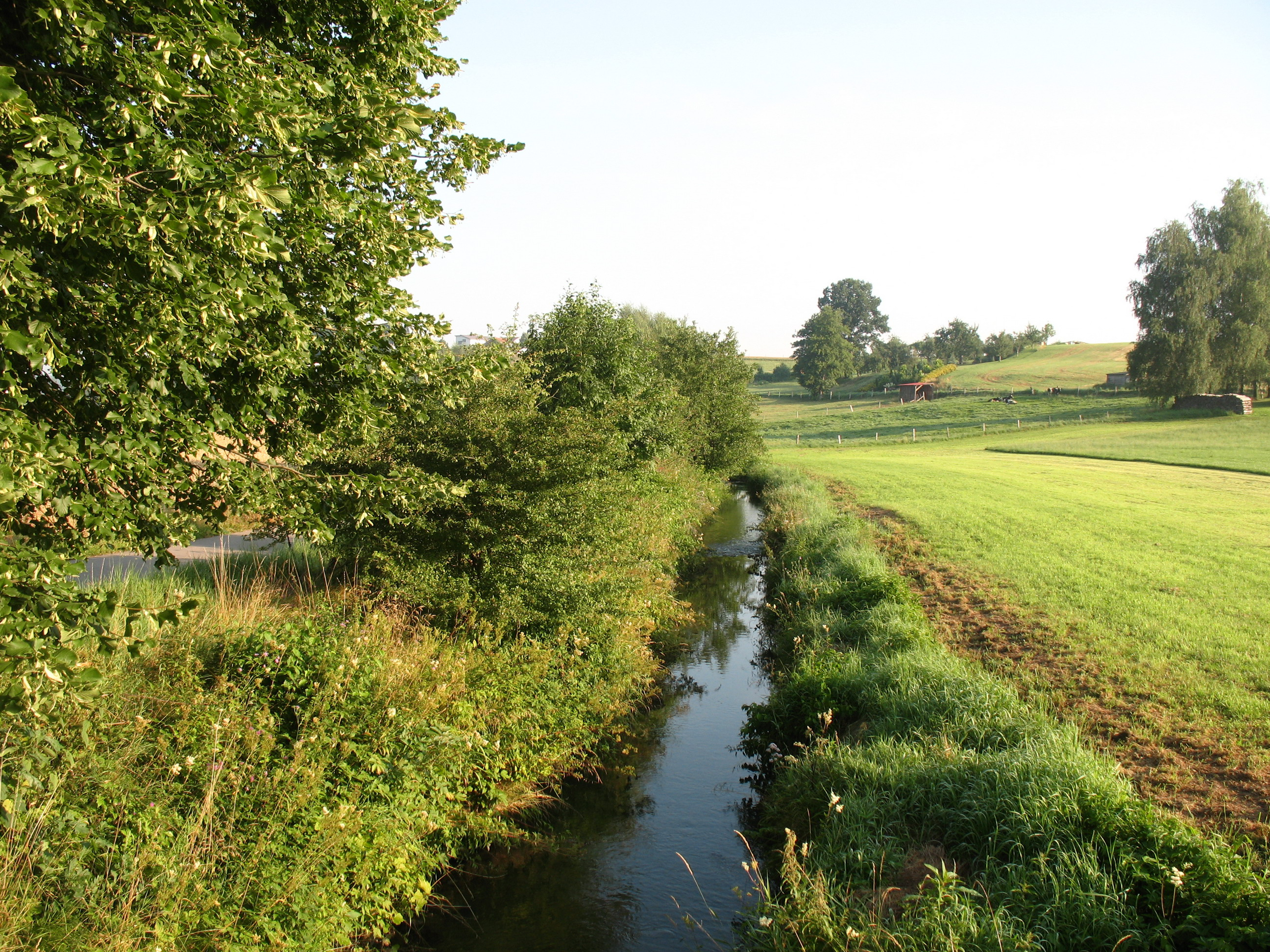
Dürnach vor Maselheim

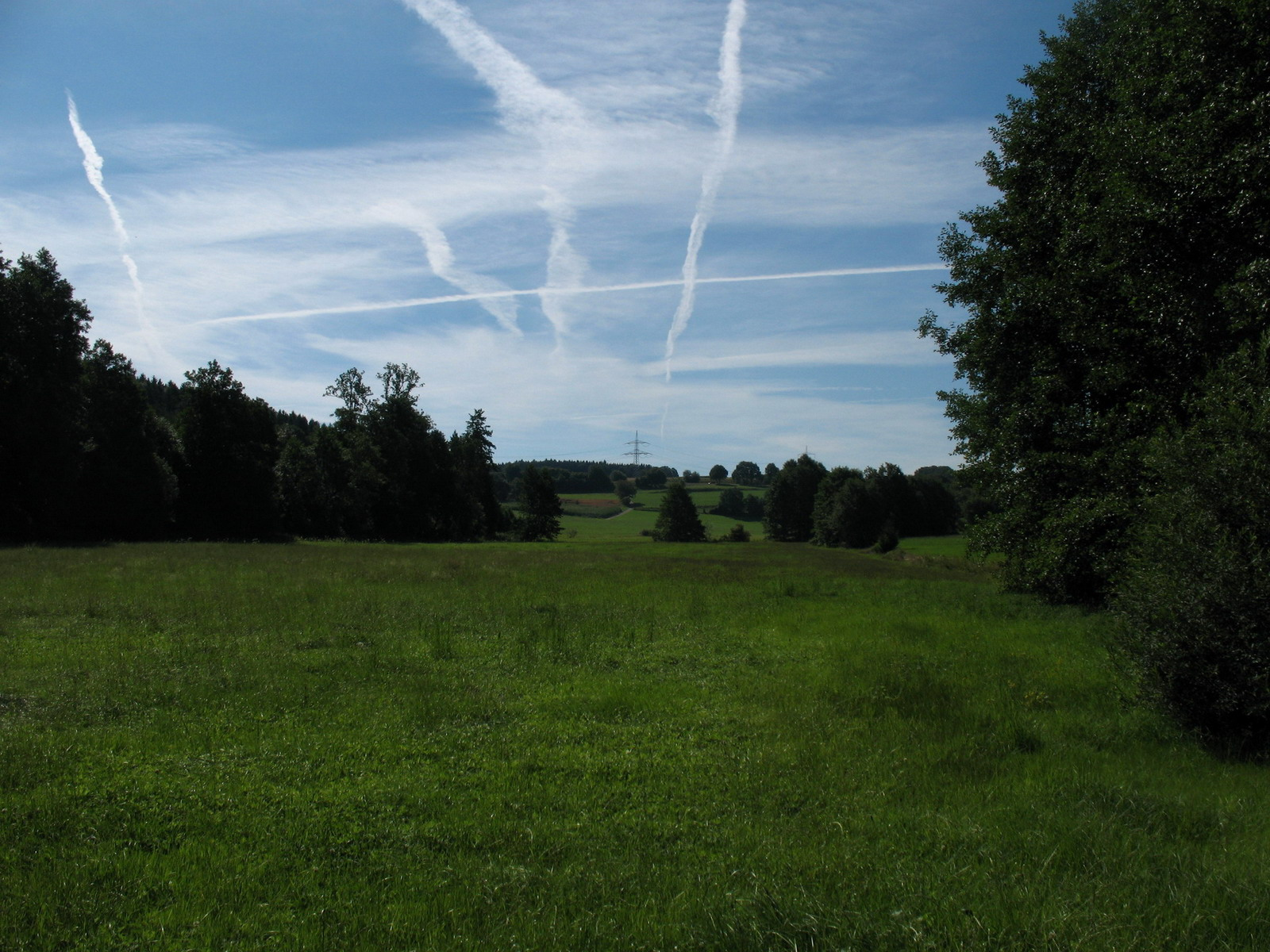
Saubachtal zwischen Laupertshausen und Äpfingen

Maselheim ist eine Gemeinde sowie eine Ortschaft im oberschwäbischen Landkreis Biberach.

## Geographie

### Lage und Umgebung
Die Gemeinde Maselheim befindet sich im Südosten des Landes Baden-Württemberg und im Regierungsbezirk Tübingen. Sie liegt in Oberschwaben und im nördlichen Zentralteil des Landkreises Biberach. Die kleinste übergeordnete Verwaltungseinheit in der die Gemeinde organisiert ist, ist die Vereinbarte Verwaltungsgemeinschaft Biberach. Das Gemeindegebiet liegt relativ zentral in einem Städte-Dreieck zwischen dem zehn Kilometer entfernten Laupheim im Norden, dem neun Kilometer entfernten Ochsenhausen im Südosten und dem sieben Kilometer entfernten Biberach im Südwesten.
Durchzogen wird die Gemeinde von zwei in Süd-Nord-Richtung zur Donau hin fließenden Bächen, der Dürnach und dem Saubach. Die beiden Bäche werden durch einen Höhenzug getrennt. Zur jeweils anderen Seite der Täler erheben sich wiederum Höhenzüge. Diese drei Höhenzüge sind zu einem großen Teil bewaldet, wohingegen in den Niederungen der Täler Ackerbau und Wiesenwirtschaft das Bild prägen. Die höchste Erhebung der Gemeinde befindet sich im Südwesten und erreicht 619 m ü. NN. Zudem gibt es die folgenden, mit Namen bezeichneten Erhebungen: Hungerberg (575 m), Romersbühl (589 m) und Ölberg (610 m).

### Geologie
Der geologische Untergrund wird von einem paläogenen Molassebecken gebildet. Dieses Becken entstand, als vor 100 Millionen Jahren die Alpenauffaltung begann. Dabei wurden die Alpen und die Schwäbische Alb infolge der kontinentalen Kollision von Europa und Afrika in die Höhe gehoben. Das Gebiet dazwischen senkte sich dagegen ab und war Auffangbecken für Erosionsprodukte aus den Bergen. So wurden im Laufe der Jahre mächtige Schichten abgelagert. Weil das Becken immer wieder von Meeren überflutet wurde, unterscheidet man die Ablagerung der Produkte als Sedimentation im Meer und die Ablagerung durch fluviale Prozesse. Als Schichtfolge wird dabei unterschieden zwischen der untersten Schicht, der Unteren Meeresmolasse, der darüberliegenden Unteren Süßwassermolasse, der überlagernden Oberen Meeresmolasse und der sich an der Erdoberfläche befindenden Oberen Süßwassermolasse. Im Quartär wurde die Landschaft von kaltzeitlichen Gletschern überprägt. Während der Mindelkaltzeit befand sich das Gemeindegebiet im Endmoränen-Bereich des Gletschers. Die folgenden Kaltzeiten Riß und Würm drangen nicht mehr so weit vor, so dass periglaziale Prozesse die Oberfläche formten. Mindelkaltzeitliche Hinterlassenschaften wurden dabei abgetragen oder mit neuem, kaltzeitlichem Erosionsmaterial verfüllt. Im Westen der Gemeinde finden sich Mindel-Moränensedimente, die östlich von Oberer Süßwassermolasse gefolgt wird. Nach Norden finden sich Obere Meeresmolasse und Riß-Schotter. Weiter nach Osten sind zudem im Bereich der Dürnach Hochwassersedimente auf Flussschottern, Mindel- und Günz-Deckenschotter vorhanden.
Als Teilgebiet des Alpenvorlands liegt Maselheim in der Bodengroßlandschaft Altmoränen-Hügelland. Außerhalb der Flussbereiche herrscht die Parabraunerde als Bodentyp vor. Nahe den beiden Bächen finden sich vom Grundwasser beeinflusste Gley-Böden.

### Ausdehnung und Nutzung des Gemeindegebiets
Das Gemeindegebiet umfasst eine Fläche von 47,02 km². Damit ist Maselheim die flächenmäßig zwölftgrößte Gemeinde des Landkreises Biberach.
Im Vergleich zu der Flächennutzung im Land Baden-Württemberg, unterscheidet sich die Gemeinde Maselheim nicht wesentlich. Lediglich der Anteil an Gebäude-, Frei- und Wasserflächen ist um knapp die Hälfte geringer. Bei Sport- und Grünflächen ist der Anteil sogar weniger als die Hälfte des Landesdurchschnitts.
| Fläche nach Nutzungsart | Landwirt- schafts- fläche | Wald- fläche | Gebäude-, Frei- und fläche | Verkehrs- fläche | Wasser- fläche | Sport- und Grünfläche | sonstige Nutzung |
| ----------------------- | ------------------------- | ------------ | -------------------------- | ---------------- | -------------- | --------------------- | ---------------- |
| Fläche (in km²)         | 23,25                     | 18,66        | 1,85                       | 2,25             | 0,29           | 0,13                  | 0,34             |
| Anteil an Gesamtfläche  | 49,4 %                    | 39,7 %       | 3,9 %                      | 4,8 %            | 0,6 %          | 0,3 %                 | 1,1 %            |

### Nachbargemeinden
Im Uhrzeigersinn grenzt die Gemeinde Maselheim an die Gemeindegebiete von Mietingen im Norden, gefolgt nach Osten von Schwendi und Gutenzell-Hürbel. Im Süden folgen die Stadtgebiete von Ochsenhausen und Biberach. Nach Westen bilden Warthausen und Schemmerhofen den Abschluss.

### Gemeindegliederung
Die Gemeinde Maselheim gliedert sich in vier Ortsteile. Neben dem Hauptort Maselheim setzt sich die Gemeinde aus den Teilorten Äpfingen, Laupertshausen und Sulmingen. Zu Maselheim gehören darüber hinaus die Weiler Heggbach, Luxenweiler und Zum Stein, der Wilhelms- und Ziegelhof sowie die Heggbacher Mühle und das Haus Zur Sägmühle. An Laupertshausen angegliedert ist dazu Ellmannsweiler, der Weiler Unterschnaitbach sowie die Höfe Mittel- und Oberschnaitbach. Mit 16,3 km² hat Maselheim den größten Anteil an der Gemeindefläche, gefolgt von Laupertshausen (12,6 km²), Äpfingen (11,8 km²) und Sulmingen (6,4 km²).

### Klima
Klimatisch liegt das Gemeindegebiet in der gemäßigten Zone und hat ein feuchtes, kühlgemäßigtes Klima. Es wird beherrscht von Westwinden, die vom Atlantik feuchte Luftmassen zuführen, was der Grund für relativ milde Winter und nicht zu heiße Sommer ist. Ein besonderer, das Klima beeinflussender Effekt ist der Föhn, der zeitweise warme Luftmassen über die Alpen nach Norden führt. Die Jahresmitteltemperatur lag in der Periode zwischen 1971 und 2000 bei 7,6 bis 8,0 Grad Celsius, wobei der kälteste Monat Februar das Minimum mit durchschnittlich −1,4 bis −1,0 Grad Celsius darstellte und die wärmsten Monate Juli sowie August das Maximum mit durchschnittlich 17,1 bis 17,5 Grad Celsius darstellten. In derselben Periode betrug der mittlere Jahresniederschlag zwischen 800 und 851 Millimeter. Das Minimum fand sich dabei in den Monaten Januar, Februar und März mit Niederschlägen zwischen 41 und 50 mm, das Maximum im Juli mit 101 bis 110 mm.

## Geschichte

### Hauptort
1245 wurde Maselheim erstmals in einer Urkunde erwähnt, als Besitz eines Rudolfus de Masilhain (Rudolf von Masilhain) an das Kloster Heggbach überging. Zur Namensherkunft wird vermutet, dass im 6. oder 7. Jahrhundert ein alemannischer Siedler mit Namen Masalo zu siedeln begann. An der Dürnach wurde eine Lanzen-Spitze gefunden, die aus einem Merowinger-Grab stammen könnte.
In den Jahren nach 1245 kaufte das Kloster zahlreiche Höfe im Dorf und gelangte so mehr und mehr in den Besitz des Dorfes. Zuvor hatten unter anderem die Herren von Berg und die Herren von Steußlingen Besitz in Maselheim. 1269 war das Kloster endgültig alleiniger Eigentümer am Dorf geworden. Daraufhin wurde das Dorf aufgelöst und die Höfe als Grangie vom Kloster aus betrieben, 1324 beschreibt das Bistum Konstanz das Dorf als entvölkert. Die Grangie wurde 1330 aufgelöst und das Dorf wieder besiedelt. 1442 bekam das Kloster die Blutgerichtsbarkeit über Maselheim, nachdem es die Niedere Gerichtsbarkeit bereits seit 1267 ausgeübt hatte. Nach 1451 konnten wieder Zehntbauern in Maselheim nachgewiesen werden. 1520 gab es in Maselheim acht Eigengüter. Der Bauernkrieg ließ das Gemeindegebiet relativ unbehelligt, im März 1525 wurde das Kloster von den Bauern überfallen und am 12. April marschierte Georg Truchsess von Waldburg-Zeil in Sulmingen ein.
1803 ging Maselheim nach der Säkularisation in Besitz des Reichsgrafen von Waldbott von Bassenheim über. Drei Jahre später folgte die Eingliederung ins Oberamt Biberach unter dem Königreich Württemberg. 1828 war die Landesvermessung in Maselheim und die Höfe erhielten Hausnummern. Josef Probst fand 1857 am Buchhaldenberg Fossilien. Seit 1862 war Maselheim vom Landpostbotendienst bedient worden und hatte ab 1899 eine Postagentur. Im gleichen Jahr folgte durch die Öchsle-Bahn der Anschluss an das Eisenbahnnetz. Die Königlich Württembergischen Staats-Eisenbahnen erbauten die Bahnhofgebäude in Äpfingen und Maselheim als Einheitsbahnhöfe vom Typ IIa.
Der Ort wurde 1912 an die Stromleitung angeschlossen. Von 100 Kriegsteilnehmern am Ersten Weltkrieg fielen 30. Bei der Kreisreform während der NS-Zeit in Württemberg gelangte Maselheim 1938 zum Landkreis Biberach. Im Zweiten Weltkrieg starben 36 Soldaten und zwölf wurden vermisst. Zwischen 1942 und 1945 waren 14 belgische Kriegsgefangene zur Zwangsarbeit in Maselheim. Am 23. April 1945 folgte der Einmarsch der Franzosen mit etwa 100 Panzern und Fahrzeugen. Maselheim wurde Teil der Französischen Besatzungszone und kam somit zum neu gegründeten Land Württemberg-Hohenzollern, welches 1952 im Land Baden-Württemberg aufging.
Erst 1972 wurde die Durchgangsstraße mit Asphalt versehen und Maselheim damit vom Staub befreit. Im Februar 2012 wurde die Gemeinde Maselheim mit dem European Energy Award (eea) ausgezeichnet, mit einem Ergebnis von 56,4/100 Prozent. Bemühungen der Gemeinde sind unter anderem die Passivhausbauweise beim Neubau des Dorfgemeinschaftshauses in Sulmingen zwischen 2011 und 2012 oder einem Bauleitfaden für Neubauten und Sanierungen. Maselheim nimmt seit 2007 am eea-Prozess teil.

### Teilorte
Äpfingen
Zum ersten Mal erwähnt wurde Äpfingen im Jahr 1228 und die Ortsnamensendung ingen lässt auf eine alemannische Gründung schließen. Der Ursprung des Dorfes wird östlich des Saubachs, im Bereich der heutigen Sulminger- und Hinteren Straße, vermutet. Als Ortsherren traten die Herren von Äpfingen auf, deren Burg wohl auf dem Berg in Richtung Sulmingen lag. Allerdings verhindert die Namensähnlichkeit mit Öpfingen, eine genauere Zuordnung im Mittelalter. Das Bistum Würzburg hatte bis 1287 Besitz in Äpfingen, das danach in Besitz des Zisterzienserklosters Salem überging. Die Vogteirechte hatten unter anderem 1281 die Herren von Essendorf und 1385 sowie 1392 die Biberacher Bürger. Sie gingen 1469 ebenfalls an das Kloster Salem, das 1606 auch die Blutgerichtsbarkeit übernahm. Wegen der Säkularisation wurde Äpfingen Besitz der Fürsten von Thurn und Taxis. 1806 wurde Äpfingen Gemeinde im Königreich Württemberg.
Laupertshausen
Die erste Erwähnung Laupertshausens erfolgte 1275, die Endung hausen deutet auf eine Gründung zu Merowinger-Zeit hin. 1361 fanden Heinrich und Konrad von Essendorf als von Laupertshausen Nennung, genauso im 15. Jahrhundert die Biberacher Bürger Holzapfel. Diese Familie hatte Laupertshausen als freien Besitz, den sie 1468 und 1699 jeweils zur Hälfte an das Biberacher Spital verkaufte. Dadurch unterstand das Dorf der freien Reichsstadt Biberach. Zunächst kam das Dorf 1803 zu Baden und 1806 zum Königreich Württemberg.
Sulmingen
Mit den Herren von Sulmingen fand 1250 die erstmalige Erwähnung Sulmingens statt. Sie hatten das Dorf als Lehen vom Reich. Nach 1277 gelangte das Kloster Heggbach nach und nach in den Besitz des Dorfes. Die Hochgerichtsbarkeit hatte die Landvogtei Schwaben, sie ging 1606 zum Kloster Salem über. Bis 1803 war Heggbach Besitzer des Dorfes, danach ging es an die Grafen von Plettenberg und die Niedere Gerichtsbarkeit an Mietingen über. Nach dessen Auflösung wurde die Gemeinde Teil des Oberamts Laupheim. 1938 kam sie zum Landkreis Biberach.

### Religionen
Wie im gesamten Kreisgebiet ist der überwiegende Teil der Gemeindebewohner römisch-katholischer Konfessionszugehörigkeit. Jeder Teilort ist in einer gleichnamigen, katholischen Kirchengemeinde organisiert. Die Evangelischen Konfessionsangehörigen in Maselheim sind der Kirchengemeinde Ochsenhausen und in Äpfingen, Laupertshausen sowie Sulmingen der Kirchengemeinde Warthausen zugeordnet.

### Eingemeindungen
Die Eingemeindungen zur Gemeinde Maselheim begannen 1809, als Wennedach für 13 Jahre zu Maselheim kam. Das aufgelöste Kloster Heggbach wurde 1810 Teil der Gemeinde.
1968 begann das Land Baden-Württemberg mit der Planung für eine Gemeindereform. Diese wurde in einem Gesetz 1973 beschlossen und sah die Zusammenführung von Maselheim mit Äpfingen, Laupertshausen und Sulmingen vor. Daraufhin wurde in jedem der Orte eine Bürgeranhörung zu einem möglichen Zusammenschluss durchgeführt. In Maselheim stimmten rund 92 % dafür, in den anderen Gemeinden wurde dagegen gestimmt: Äpfingen (81 %), Laupertshausen (86 %) und Sulmingen (93 %). Um eine Fusionsprämie vom Land nicht zu gefährden, beschlossen am 29. Mai 1974 die Gemeinden Laupertshausen und Sulmingen sowie am 18. Juni 1974 Äpfingen den Zusammenschluss. Daraufhin erfolgte am 1. Januar 1975 die Eingemeindung von Äpfingen, Laupertshausen und Sulmingen nach Maselheim. Mit demselben Datum wurde Maselheim Teil der Vereinbarten Verwaltungsgemeinschaft Biberach.

### Einwohnerentwicklung
Die Einwohnerentwicklung für die Gemeinde Maselheim liegt seit 1871 vom Statistischen Landesamt Baden-Württemberg vor. Die Zahlen ab 1980 sind der Stand des jeweiligen Jahres zum 31. Dezember. Die Daten vor 1980 stammen aus Volkszählungen, danach sind es Fortschreibungen.

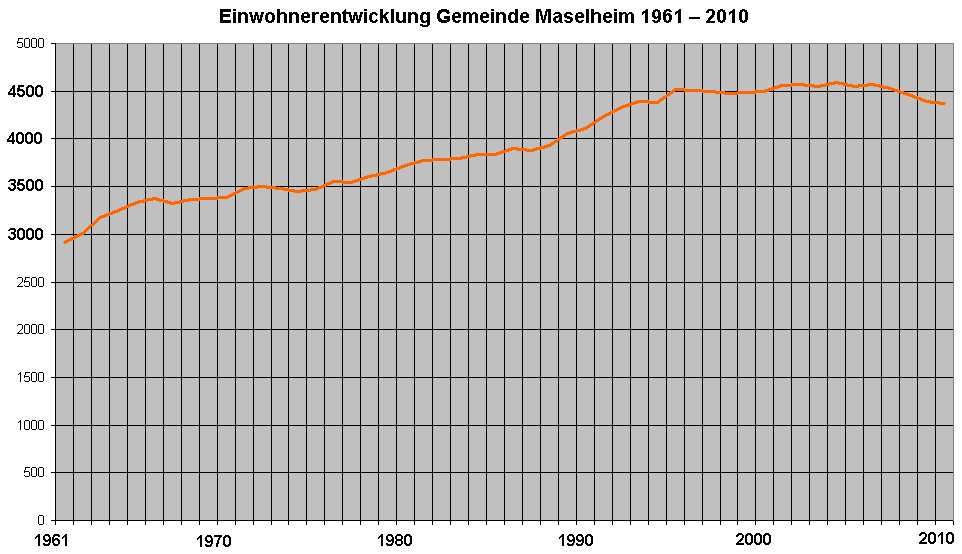
Bevölkerungsentwicklung 1961 bis 2010

| Jahr | Einwohner |
| ---- | --------- |
| 1871 | 2049      |
| 1890 | 2439      |
| 1910 | 2567      |
| 1933 | 2694      |
| 1950 | 2998      |

| Jahr | Einwohner |
| ---- | --------- |
| 1970 | 3359      |
| 1980 | 3716      |
| 1990 | 4109      |
| 1995 | 4518      |
| 2000 | 4494      |

| Jahr | Einwohner |
| ---- | --------- |
| 2005 | 4547      |
| 2010 | 4373      |
| 2015 | 4482      |
| 2020 | 4641      |

## Politik

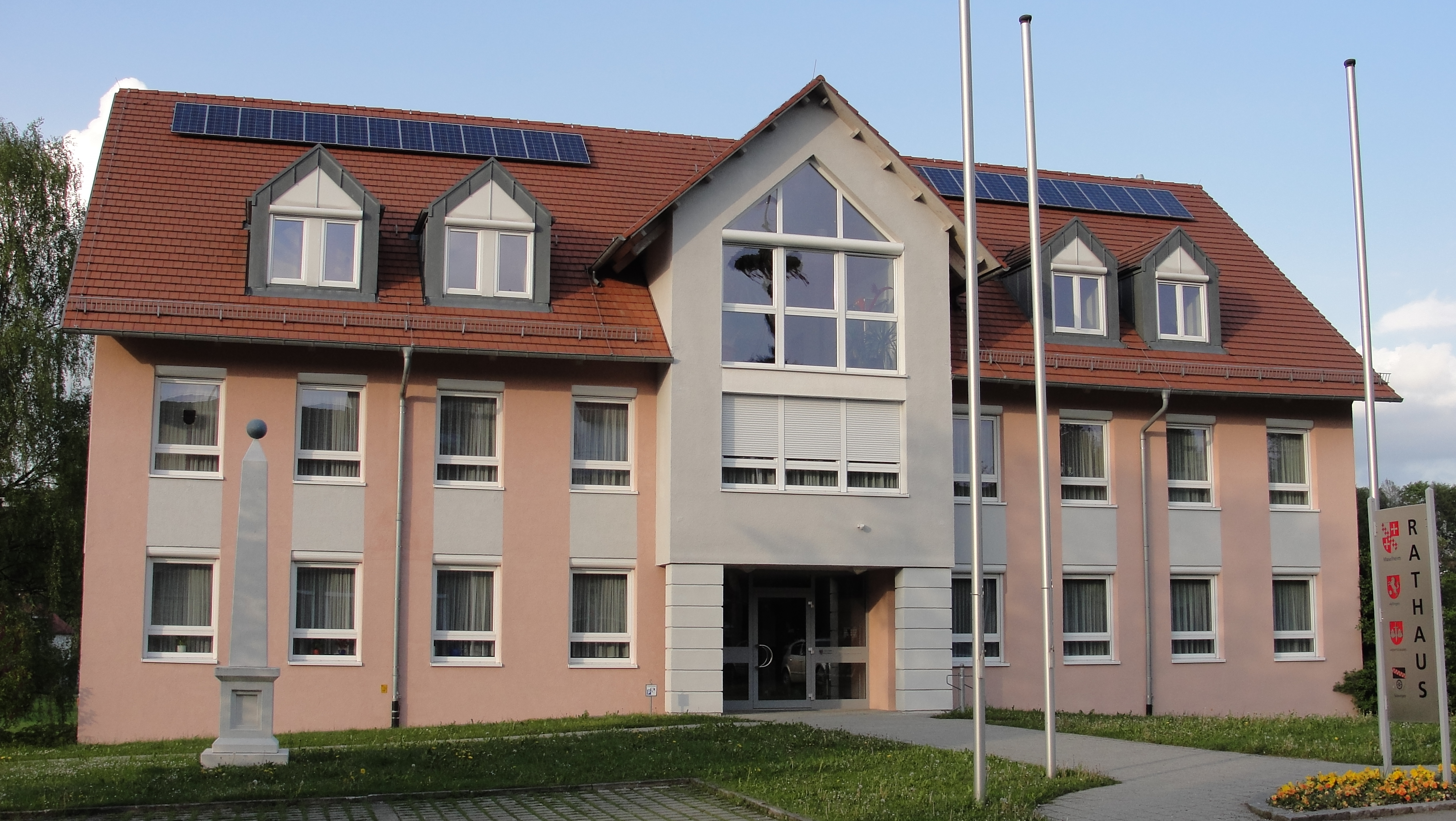
Rathaus

### Verwaltung
Die Hauptverwaltung der Gemeinde befindet sich im Rathaus in Maselheim. Dazu gibt es Ortsverwaltungen in den drei Teilorten Äpfingen, Laupertshausen und Sulmingen.

### Gemeinderat
In Maselheim wird der Gemeinderat nach dem Verfahren der unechten Teilortswahl gewählt. Dabei kann sich die Zahl der Gemeinderäte durch Überhangmandate verändern. Die Kommunalwahl am 9. Juni 2024 führte zu folgendem vorläufigen Endergebnis. Der Gemeinderat besteht aus den gewählten ehrenamtlichen Gemeinderäten und dem Bürgermeister als Vorsitzendem. Der Bürgermeister ist im Gemeinderat stimmberechtigt.
| Parteien und Wählergemeinschaften | Parteien und Wählergemeinschaften                        | % 2024 | Sitze 2024 | % 2019 | Sitze 2019 | Gemeinderatswahl 2024 %6050403020100 51,4 %48,6 % FW-CDUUMUGewinne/Verlusteim Vergleich zu 2019 %p 2 0 −2 −4+1,1 %p−1,1 %pFW-CDUUMU |
| FW-CDU                            | Freie Wähler-Christlich Demokratische Union Deutschlands | 51,4   | 9          | 50,3   | 10         | Gemeinderatswahl 2024 %6050403020100 51,4 %48,6 % FW-CDUUMUGewinne/Verlusteim Vergleich zu 2019 %p 2 0 −2 −4+1,1 %p−1,1 %pFW-CDUUMU |
| UMU                               | Unabhängige für Mensch und Umwelt                        | 48,6   | 9          | 49,7   | 9          | Gemeinderatswahl 2024 %6050403020100 51,4 %48,6 % FW-CDUUMUGewinne/Verlusteim Vergleich zu 2019 %p 2 0 −2 −4+1,1 %p−1,1 %pFW-CDUUMU |
| Gesamt                            | Gesamt                                                   | 100    | 19         | 100    | 18         | Gemeinderatswahl 2024 %6050403020100 51,4 %48,6 % FW-CDUUMUGewinne/Verlusteim Vergleich zu 2019 %p 2 0 −2 −4+1,1 %p−1,1 %pFW-CDUUMU |
| Wahlbeteiligung                   | Wahlbeteiligung                                          | 64,9 % | 64,9 %     | 57,5 % | 57,5 %     | Gemeinderatswahl 2024 %6050403020100 51,4 %48,6 % FW-CDUUMUGewinne/Verlusteim Vergleich zu 2019 %p 2 0 −2 −4+1,1 %p−1,1 %pFW-CDUUMU |

Jeweils acht Mitglieder haben die Ortschaftsräte von Äpfingen und Laupertshausen, der Ortschaftsrat von Sulmingen setzt sich aus sechs Mitgliedern zusammen.
|                 | 2009   | 2009   | 2004   | 2004   | 1999   | 1999   | 1994  | 1994 | 1989  | 1989 | 1984  | 1984 | 1980  | 1980 | 1975  | 1975 |
| Partei          | Sitze  | %      | Sitze  | %      | Sitze  | %      | Sitze | %    | Sitze | %    | Sitze | %    | Sitze | %    | Sitze | %    |
| --------------- | ------ | ------ | ------ | ------ | ------ | ------ | ----- | ---- | ----- | ---- | ----- | ---- | ----- | ---- | ----- | ---- |
| CDU/FW          | 11     | 60,5   | 15     | 74,5   | 15     | 72,4   | 13    |      | 13    |      | 14    |      | 18    |      | 18    |      |
| UMU             | 7      | 39,5   | 3      | 21,1   | 4 (1)  | 27,6   | 6 (1) |      | 3 (1) |      | –     | –    | –     | –    | –     |      |
| SPD             | –      | –      | 0      | 4,4    | –      | –      | –     | –    | –     | –    | –     | –    | 0     |      | –     | –    |
| UW (2)          | –      | –      | –      | –      | –      | –      | –     | –    | –     | –    | –     | –    | 0     |      | 0     |      |
| UL (3)          | –      | –      | –      | –      | –      | –      | –     | –    | –     | –    | 5 (1) |      | –     | –    | –     | –    |
| FG (4)          | –      | –      | –      | –      | –      | –      | –     | –    | 6 (5) |      | –     | –    | –     | –    | –     | -    |
| Gesamt          | 18     |        | 18     |        | 19     |        | 19    |      | 22    |      | 19    |      | 18    |      | 18    |      |
| Wahlbeteiligung | 56,8 % | 56,8 % | 59,6 % | 59,6 % | 56,6 % | 56,6 % |       |      |       |      |       |      |       |      |       |      |

| Ort            | Sitze |
| -------------- | ----- |
| Maselheim      | 5     |
| Äpfingen       | 4     |
| Sulmingen      | 3     |
| Laupertshausen | 2     |
| Ellmannsweiler | 2     |
| Heggbach       | 1     |
| Schnaitbach    | 1     |

### Bürgermeister
Amtierender Bürgermeister der Gemeinde ist seit 2023 Marc Hoffmann (parteilos). Er wurde am 12. Februar 2023 mit 61 Prozent der Stimmen zum Bürgermeister gewählt.
Sein Vorgänger Elmar Braun war am 24. März 1991 mit 53 Prozent der Stimmen gewählt worden – er war der erste Bürgermeister, den die Partei Die Grünen in der Bundesrepublik stellte. 1999 wurde er mit knapp 70 Prozent der abgegebenen Stimmen, 2007 mit 82,4 Prozent und 2015 mit 85,1 Prozent wiedergewählt. Bei der Bürgermeisterwahl 2023 trat er nicht erneut an.
Die folgende Tabelle zeigt die Maselheimer Bürgermeister seit 1895.
| Von  | Bis  | Bezeichnung                   | Name              |
| ---- | ---- | ----------------------------- | ----------------- |
| 1895 | 1908 | Schultheiß                    | Anton Bogenrieder |
| 1908 | 1908 | Amtsverweser                  | Josef Bogenrieder |
| 1908 | 1929 | Schultheiß                    | Josef Schätzle    |
| 1929 | 1934 | Schultheiß/ Bürgermeister     | Eugen Pfitzer     |
| 1934 | 1935 | Amtsverweser                  | Johann G. Härle   |
| 1935 | 1945 | Bürgermeister                 | Hugo Habrik (6)   |
| 1943 | 1944 | Kommandierender Bürgermeister | Martin Gauss      |

| Von       | Bis       | Bezeichnung                   | Name            |
| --------- | --------- | ----------------------------- | --------------- |
| 1945      | 1945      | Kommandierender Bürgermeister | Josef Fischer   |
| 1946      | 1954      | Bürgermeister                 | Johann G. Härle |
| 1954      | 1963      | Bürgermeister                 | Josef Buck      |
| 1963      | 1991      | Bürgermeister                 | Roland Schmid   |
| 1991      | 2023      | Bürgermeister                 | Elmar Braun     |
| seit 2023 | seit 2023 | Bürgermeister                 | Marc Hoffmann   |

### Wappen
| Wappen der Gemeinde Maselheim | Blasonierung: „In von Silber (Weiß) und Rot geviertem Schild in den Feldern 2 und 3 je ein schwebendes silbernes (weißes) Kreuz mit Tatzenenden, das Ganze mit einem doppelreihig von Silber (Weiß) und Rot geschachten Schrägbalken (Zisterzienserbalken) überdeckt.“ |
| Wappen der Gemeinde Maselheim | Wappenbegründung: Auf Grund eines Vorschlages der Archivdirektion Stuttgart vom 6. Februar 1931 nahm die Gemeinde das an einem Torbogen im Ortsteil Heggbach abgebildete Wappen des dortigen ehemaligen Zisterzienserinnenklosters in teilweise veränderten Farben an. Dieses Wappen wurden 1957 nach den Farbregeln verbessert, in dem die Grundfarbe Blau des ersten und vierten Feldes durch Silber ersetzt wurde. |

Wappen der ehemals eigenständigen Gemeinden

Äpfingen
Laupertshausen
Sulmingen

## Kultur und Sehenswürdigkeiten

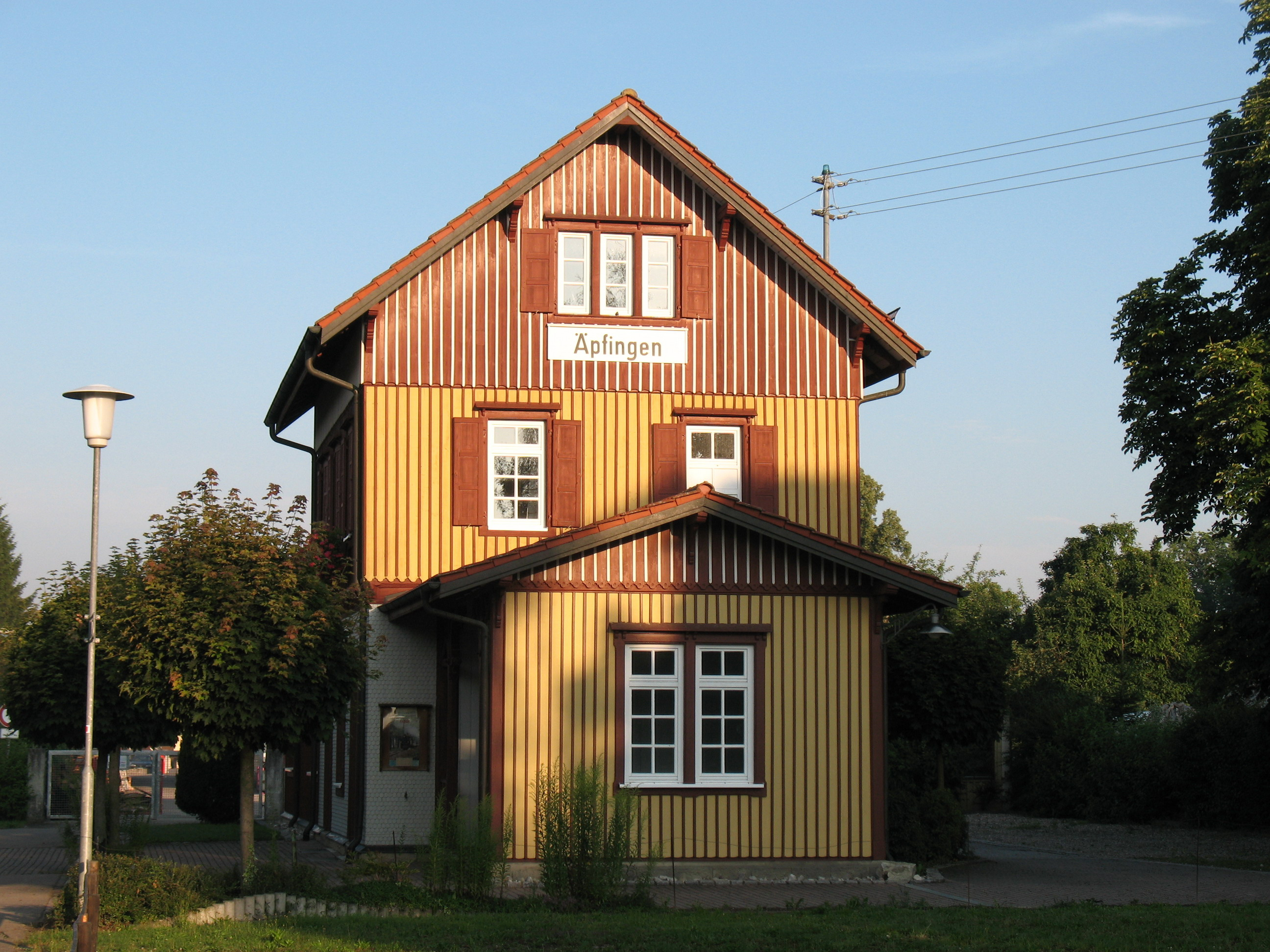
Öchslebahnhof Äpfingen

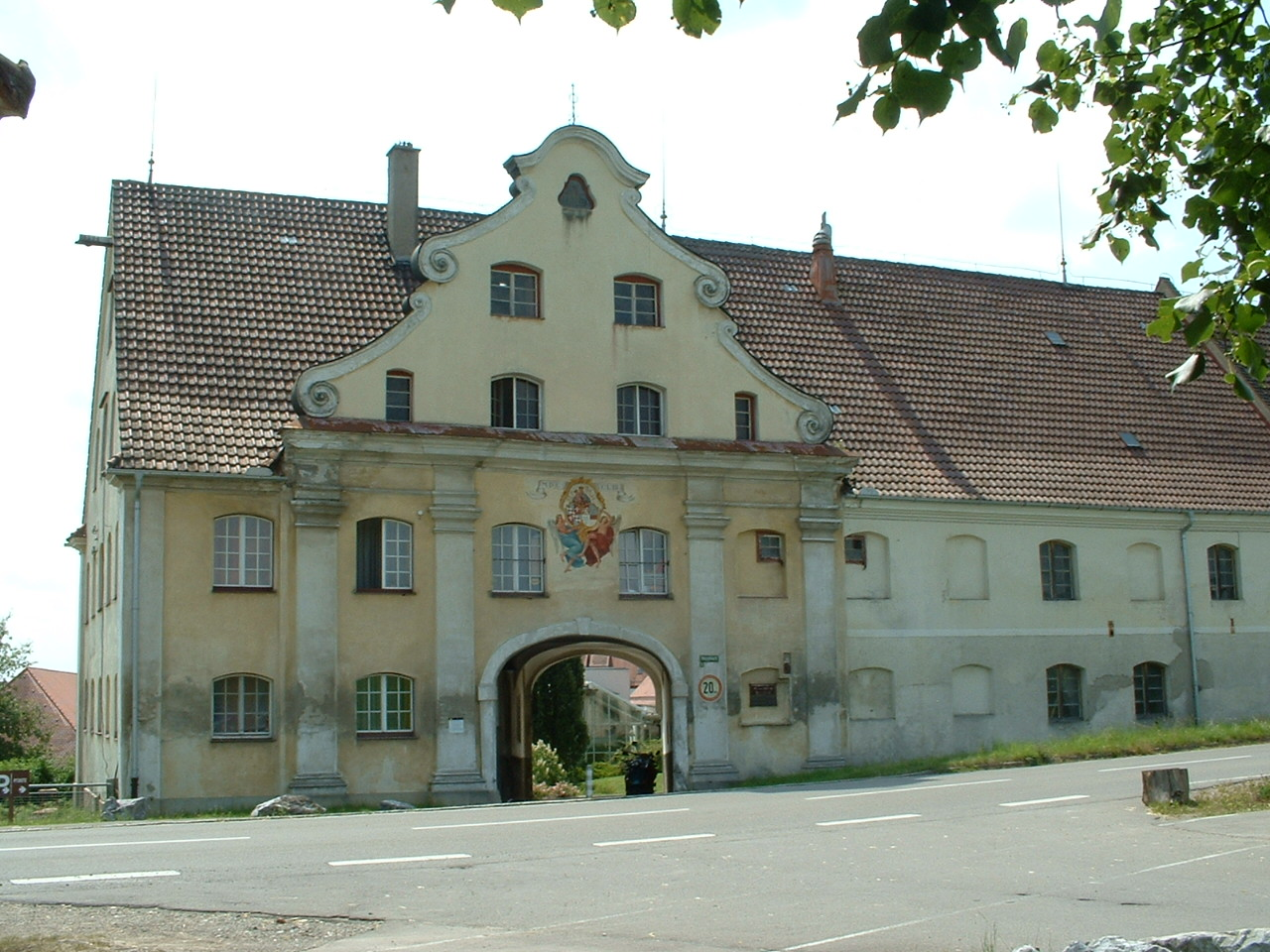
Haupttor Kloster Heggbach

Durch die Gemeinde Maselheim führen die Oberschwäbische Barockstraße, die Mühlenstraße Oberschwaben und der Öchsle-Radweg. Durch die Ortsteile Äpfingen und Laupertshausen führt der oberschwäbische Teil des Jakobsweges von Nürnberg über Ulm nach Santiago de Compostela. Die Jakobsmuschel ist Bestandteil des Ortswappens von Laupertshausen.

### Museen
Das „Öchsle“, eine Schmalspur-Museumseisenbahn, fährt im Sommerhalbjahr an Wochenenden auf der Strecke Warthausen-Ochsenhausen durch Äpfingen, Sulmingen und Maselheim. Im Juni 2005 stellte der historische Bahnhof in Maselheim im Film über Margarete Steiff den Bahnhof von Giengen dar.

### Gedenkstätten
Eine Gedenktafel an der Kirche des Ortsteils Heggbach erinnert an die 193 Opfer der „Euthanasie“-Tötungsaktion T4 aus den Heggbacher Einrichtungen, die zwischen 1940 und 1943 in Grafeneck bzw. den Vernichtungslagern des NS-Regimes den Tod fanden.

### Bauwerke
- Burg Schlossberg (Heggbach)
- Wasserburg Sulmingen
- Kloster Heggbach: Das ehemalige Zisterzienserinnenkloster Heggbach beherbergt heute die Behindertenhilfe der Heggbacher Einrichtungen.
- Denkmalgeschützte Pfarrkirche St. Peter und Paul

## Verkehr
Bei Äpfingen befindet sich der einzige Anschluss an einen überregionalen Verkehrsweg, die Auffahrt zur Bundesstraße 30. Außerdem durchqueren die L266 und 280 sowie die K7504, 7505, 7506, 7507 und 7527 das Gemeindegebiet.
Durch eíne Alltagsroute aus dem Radnetz Baden-Württemberg ist der Teilort Äpfingen über Baltringen (Gemeinde Mietingen) mit Laupheim und in der anderen Richtung über Warthausen mit Biberach an der Riß verbunden.

## Söhne der Gemeinde
- Wilhelm Schubart (1808–1884), Jurist, Oberamtmann, Landtagsabgeordneter
- Josef Moll (1908–1989), Offizier der Wehrmacht und General der Bundeswehr
- Helmuth Barth (1933–1991), Tierfilmer, Kameramann beim 1972 oscarprämierten Dokumentarfilm Die Hellstrom Chronik
- Elmar Braun (* 1956), Bürgermeister von Maselheim, erster grüner Bürgermeister Deutschlands
- Eugen Schlachter (* 1957), Politiker (Bündnis 90/Die Grünen), 2008–2011 Mitglied des Landtags von Baden-Württemberg
- Alfons Siegel (* 1947), Verfasser von Büchern über Matthias Erzberger und Dieter Senghaas, Lehrbeauftragter für Politikwissenschaft und Didaktik an der PH Weingarten (seit 1995)